# Parafia św. Wawrzyńca w Rymanowie
Parafia św. Wawrzyńca w Rymanowie – parafia rzymskokatolicka należąca do dekanatu Rymanów w archidiecezji przemyskiej. Swoim terytorium obejmuje miasto Rymanów, wieś Ladzin i wieś Posada Górna w powiecie krośnieńskim.
Kościół został wybudowany w stylu późnobarokowym w latach 1779–1781, następnie przebudowywany. Mieści się przy ulicy Wola.

## Historia parafii
Dekret lokacyjny dla miasta Rymanowa został wydany 15 marca 1376 r. przez kancelarię książęcą dla Władysława Opolczyka, w czasie jego pobytu w Sanoku. Nadano ten dekret Mikołajowi synowi Reimanna, późniejszemu wójtowi rymanowskiemu, aby na polach nieistniejącej dzisiaj wsi Cisna i Ladzin założył miasto na prawie magdeburskim, pod nazwą Władysławów (Ladislavia). Nazwa ta wzięta od imienia Władysława Opolczyka wnet ustąpiła na rzecz nazwiska Reimannów, czyli po spolszczeniu Rymanów.
Historyk Długosz podaje, że Sobiesław z Oleśnicy Sienieński fundował parafię Rymanów w 1412 r. i wystawił drewniany kościół. Parafię często niszczyli zbójcy Beskidu zwani „Latrunculi Beskidenses”. W XVI w. ówczesny właściciel Rymanowa Zbigniew Sienieński oddał kościół arianom, który przez 22 lata był przez nich używany (1565-87). Nowy właściciel Rymanowa Marcin Stadnicki oddał kościół katolikom. Arianie stawiali w kościele pomniki swoim zmarłym. Jeden z nich w stylu renesansowym ze względu na swoją wartość artystyczną, został przeniesiony do kaplicy obecnego kościoła. Jest to pomnik Jana Sienieńskiego, kasztelana halickiego zmarłego w Słucku w 1580 r. i jego żony Zofii z Paniowa. W marmurze tego pomnika jest wyryty wiersz Mikołaja Reja: „Na groby”.

## Historia kościoła
Rymanowski kościół w stylu barokowym zbudował własnym kosztem słynny w historii Józef z Tenczyna Ossoliński w 1779. Kościół został konsekrowany pod wezwaniem św. Wawrzyńca w 1788. W roku 1839 został zniszczony przez pożar. Odbudowano go w 1841.
W czasie I wojny światowej świątynia została częściowo uszkodzona (mury, dach sygnaturka),
Podczas II wojny światowej we wrześniu 1944 kościół również uległ zniszczeniu. Spłonął dach, wieża i częściowo runęło sklepienie. Po wojnie kościół odbudowano. Wymalowany został w 1964 przez Stanisława Szmuca z Krakowa. Ołtarze konserwował Adam Rachtan z Krakowa w 1967-70 r.
W głównym ołtarzu znajduje się obraz Matki Boskiej Bolesnej namalowany na desce. Według dokumentów archiwum krośnieńskiego jest on darem króla Władysława Jagiełły. Biskup Sierakowski w 1745 nazwał go łaskami słynącymi, a biskup Pelczar w 1902 koronował.
9 września 2004 roku doszczętnie spłonęła wieża kościoła. Na szczęście ogień nie przedostał się do świątyni. Strażakom udało się ugasić płomienie. Wieżę odbudowano.
Organy firmy Rieger z 1887 mają 24 głosy. W przedsionku stoją dwie figury św. Piotra i Pawła ze starego kościoła w stylu rokoko. W podziemiach jest sarkofag ze zwłokami fundatora kościoła Józefa Ossolińskiego. W bocznej wieży koło kościoła są dwa dzwony z XVII w. W zakrystii dwa ornaty z fraków szambelańskich. Jeden z sukien dawnych pań, a drugi z czepców dawnych mieszczanek, z czego można wnioskować jak bogate było dawniej mieszczaństwo.

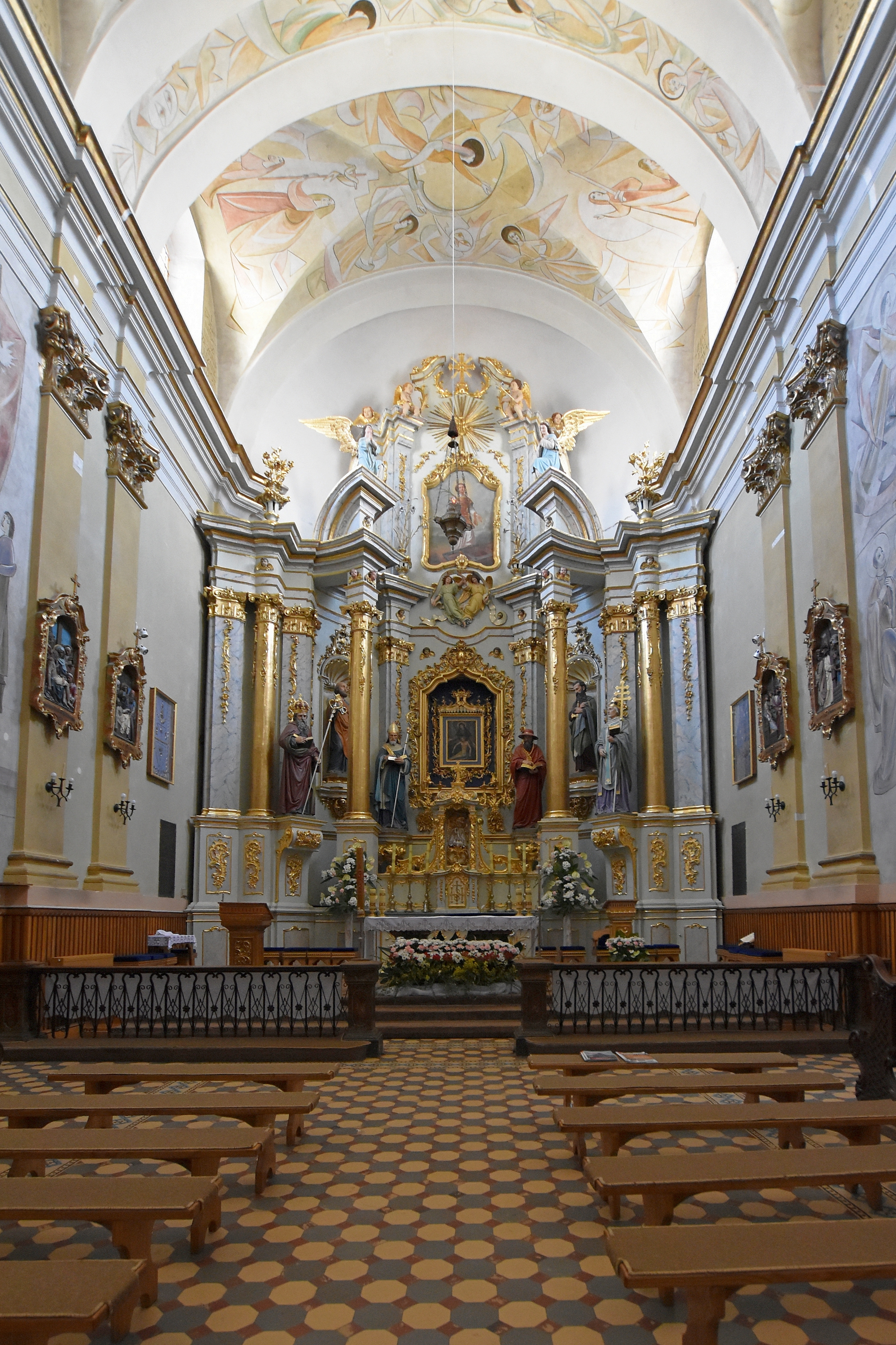
Wnętrze kościoła
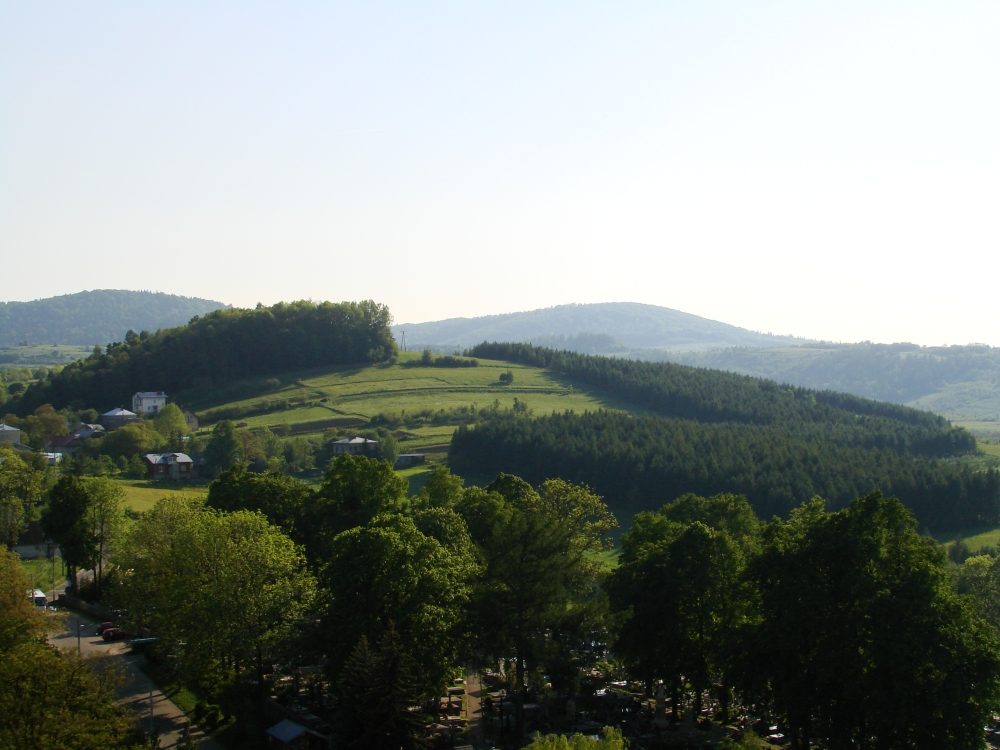
Góra Kalwaria – widok z wieży kościelnej
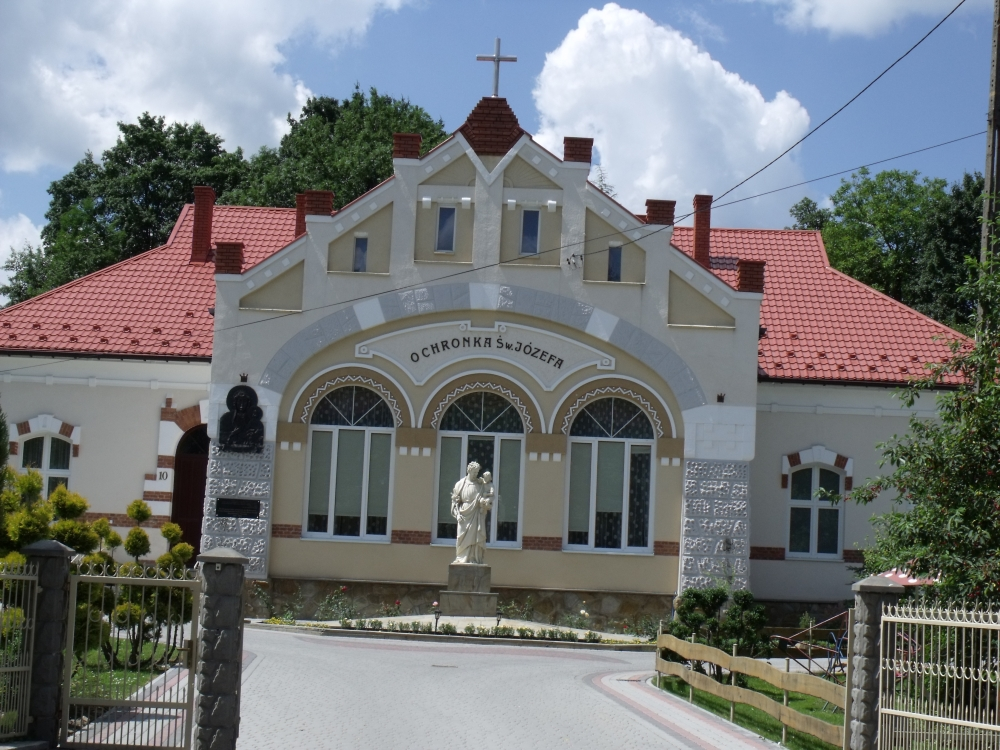
Ochronka i przedszkole św. Józefa

## Kalwaria rymanowska
Kalwaria rymanowska leży na wzniesieniu o wysokości 416 m n.p.m. o tej samej nazwie. Kaplica Grobu Pańskiego została wybudowana w 1745 roku jako wotum dziękczynne za powrót do zdrowia wojewody Ossolińskiego. Nabożeństwa odbywały się jednak rzadko, ale ukształtował się zwyczaj odprawiania Drogi Krzyżowej w okresie wielkanocnym.
Późniejsi właściciele Rymanowa – Potoccy wybudowali na Kalwarię stację Drogi Krzyżowej. Każda z nich była murowaną z cegły i osadzoną na kamiennym cokole kapliczką, zwieńczoną małym krzyżem. We wnękach znajdowały się płaskorzeźbione tablice ze scenami Męki Pańskiej, wykonane w 1876 roku w Zakładzie Meyera w Monachium.
Stacje drogi krzyżowej i kaplica Grobu Pańskiego zostały zniszczone w 1944 roku podczas walk o wyzwolenie miasta. Staraniem Ks. Franciszka Mroza – ówczesnego proboszcza Parafii Rymanów dokonano w roku 1981 odbudowy Kalwarii. Pracami budowlanymi kierował Władysław Bolanowski z Posady Górnej, a figury drewniane wykonał Stanisław Trybała z Bogdanówki. Pod Krzyżem XII Stacji umieszczono kamień z Bazyliki Grobu Pańskiego w Jerozolimie. W dzień odpustu parafialnego 10.08.1983 r. Kalwarię poświęcił ks. biskup Ignacy Tokarczuk.
U podnóża góry Kalwarii znajduje się Grota Matki Bożej.
Po dróżkach kalwaryjskich tak jak przed laty wędrują i dziś pielgrzymi z różnych stron kraju.

## Ochronka św. Józefa
Ochronka św. Józefa prowadzona jest przez Siostry Służebniczki z Zakonu Najświętszej Maryi Panny. Siostry przybyły do Rymanowa ze Starej Wsi pod koniec XIX wieku, zaś sam budynek powstał w 1902 roku ze składek mieszkańców, wsparcia rodziny hrabiów Potockich i kosztów własnych Zgromadzenia.
Jest to dom murowany, parterowy z ozdobną fasadą zwieńczoną krzyżem. W ogrodzie przed budynkiem stoi pomnik błogosławionego Edmunda Bojanowskiego, założyciela Zgromadzenia, projektu siostry Augustyny Marek ze Starej Wsi, wzniesiony w 2000 roku.
Siostry zajmowały się kościołem, biednymi dziećmi, pracowały z młodzieżą stowarzyszoną w Akcji Katolickiej, prowadziły kursy kroju i szycia, oraz haftu artystycznego.
W latach 60. przedszkole upaństwowiono, ale Zgromadzenie nie przestawało swej działalności. W 1990 roku w wyniku przemian politycznych Zgromadzenie odzyskało budynek ochronki, w którym dalej prowadzone jest przedszkole publiczne, jedyne w Rymanowie.